# Nilautama hainanensis
Nilautama hainanensis är en insektsart som beskrevs av Yuan och Chou 1985. Nilautama hainanensis ingår i släktet Nilautama och familjen hornstritar. Inga underarter finns listade i Catalogue of Life.